# SoIK Hellas
SoIK Hellas är en idrottsförening med rötterna från Katarina församling på Söder i Stockholm. Föreningen har i dag, 2008, sektioner för bowling, friidrott, handboll, simning, orientering och tennis.
SoIK Hellas driver även Hellasgården i Nackareservatet. Gården byggde medlemmarna själva under krigsåren på 1940-talet. Här finns idag klubblokal och klubbens kansli. Sommartid driver tennissektionen Hellasgårdens tennisbanor, men i övrigt driver sektionen sedan mycket lång tid anläggningen i Eriksdal. Orienteringssektionen äger en klubbstuga i Granby, Lissma, i Huddinge.
Den 25 mars 2010 ombildades föreningen, efter beslut 2009, till en alliansförening.

## Historia

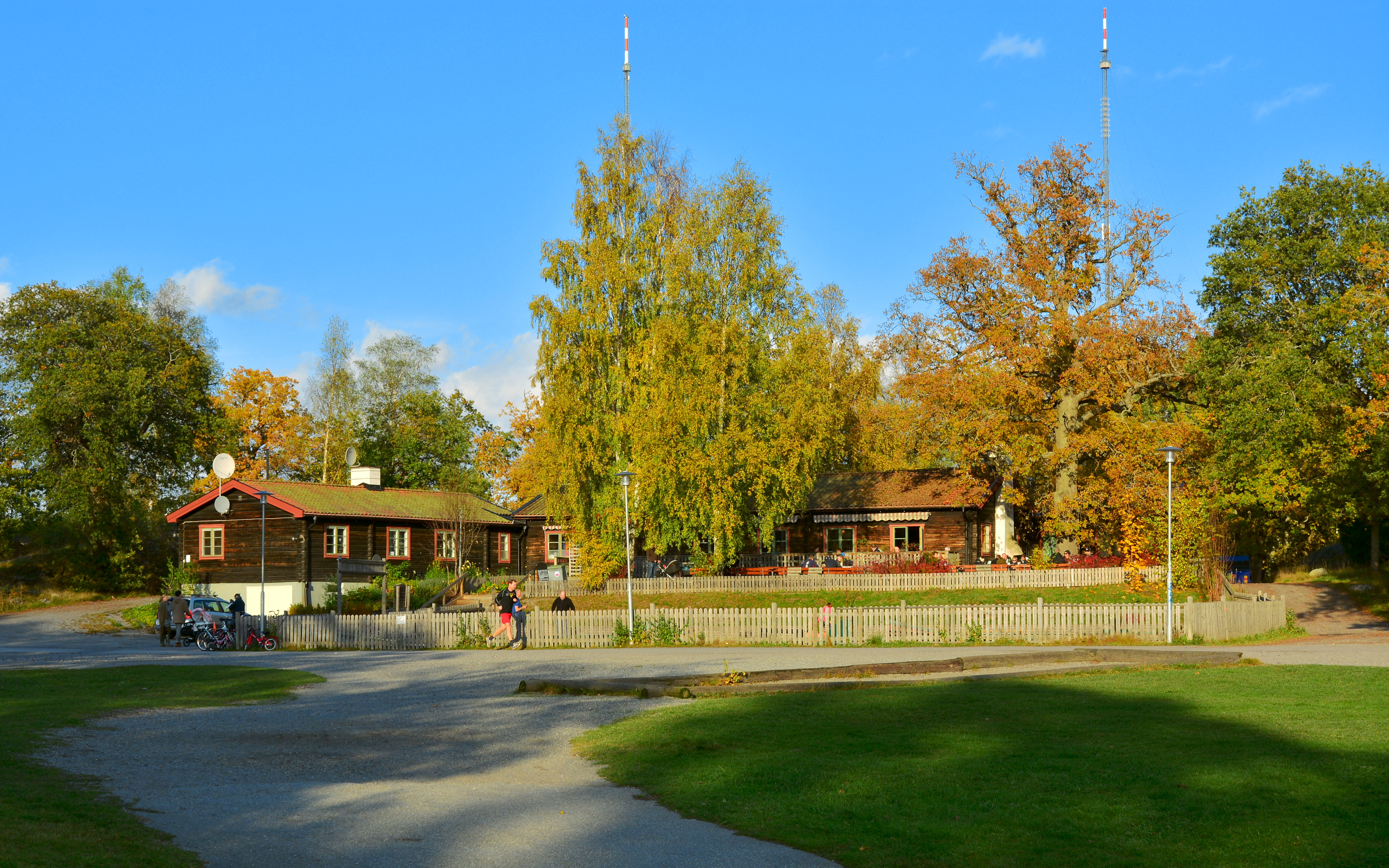
Hellasgården, 2014.

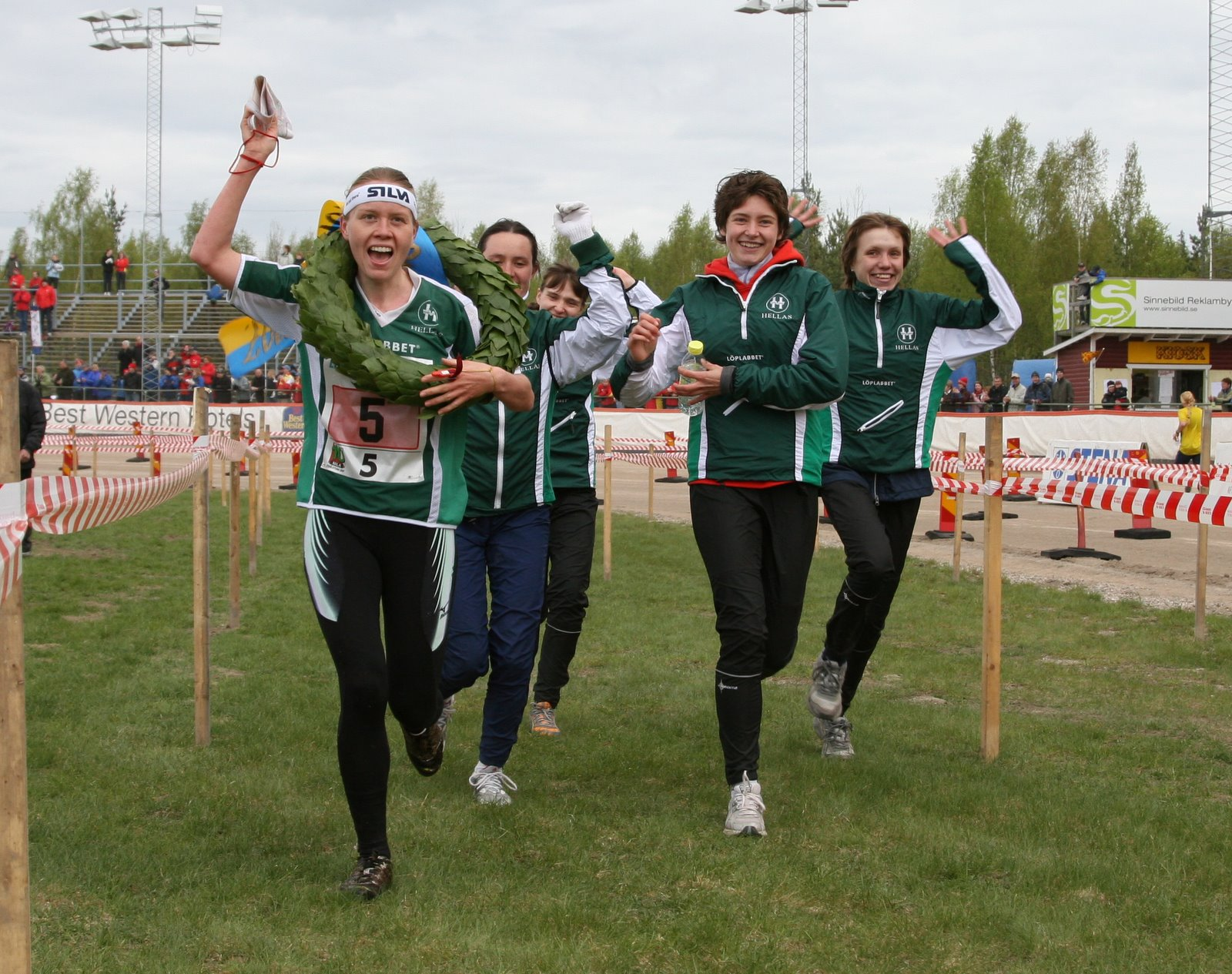
Tiomila, 2007.

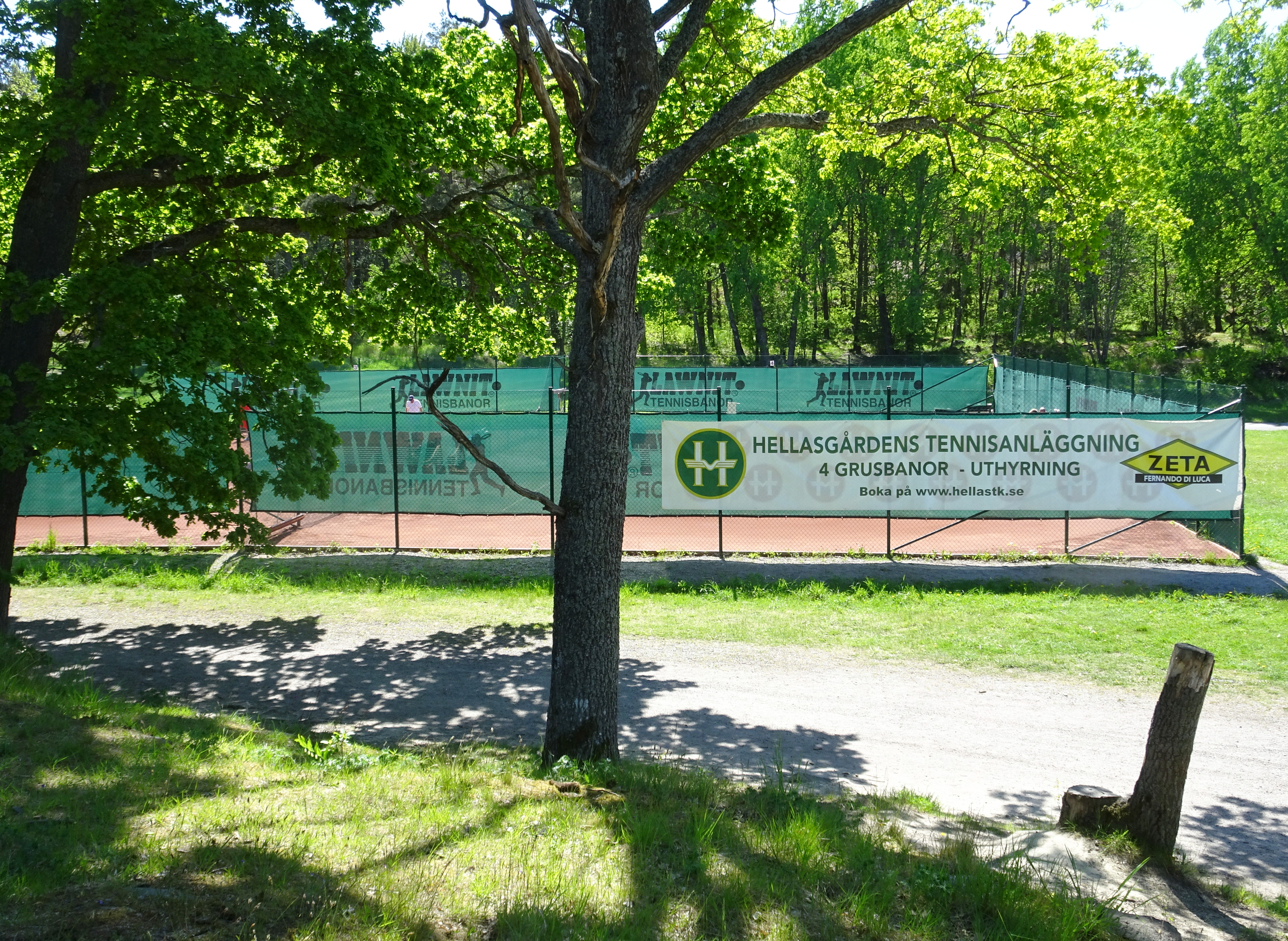
Hellasgårdens tennisbana, 2020.

Den grundades den 14 maj 1899 av pastor Ernst Klefbeck, som då var präst i Katarina, men senare blev kyrkoherde i Sofia. De första medlemmarna var pastorns egna konfirmander och klubben kom att kallas Pastorns gossar. Klefbeck själv kallades allmänt för "Farbror".
De första åren ägnades åt fotvandringar, bland annat i Dalarna, samt fotboll, allmän idrott och simning. Vidare spelade man teater och hade möten med föredrag. Klefbeck ordnade även kurser i engelska och stenografi.
Olympiaåret 1912 bytte föreningen namn till Sim- och Idrottsklubben Hellas efter en intern omröstning. Hellas är det grekiska namnet på Grekland. Det första SM-guldet togs i stavhopp 1916 (Manne Nilsson). Därefter har Hellas förutom i friidrott vunnit SM-medaljer i simning, simhopp, vattenpolo, handboll, tennis, bowling, orientering, skidorientering, längdskidor, bordtennis, gymnastik, fäktning och squash. 
Klubben har även haft en bandysektion samt en sektion för teater. Långt in på 1930-talet uppförde Hellas regelbundet egna revyer där flera av aktörerna senare kom att bli professionella artister (Åke Söderblom, Harry Brandelius, Rune Halvarsson, Sven Paddock m fl.) Ett av sångnumren, skrivet till en av revyerna av Åke Söderblom med musik av Sten Axelsson, kom för övrigt att bli en världsschlager; "Kan du vissla Johanna?".
När medlemmarna en gång röstade om klubbens främsta idrottare genom tiderna gick förstaplatsen till medeldistanslöparen Arne Andersson, som satte flera världsrekord i legendariska löpdueller med Gunder Hägg. På listan fanns även den mångfaldige SM-segraren i simning Per-Olof Olsson, 800-meterslöparen Erik Byléhn (OS-silver 1928) och 5000-meterslöparen Henry Kälarne (OS-brons 1936). Här fanns också simhopparen Lennart Brunnhage.
Namnkunniga på 1960-talet var friidrottarna Bengt-Göran Fernström, Lars-Olof Höök, Lars Haglund och Bertil Wistam samt simhopparen Jan "Lillen" Engwall.
1962 gjorde den kvinnliga idrotten entré i den gamla pojkföreningen. Därmed har Hellas haft rader av framgångsrika damer, alltifrån orienteraren Christina Sjölander som vann natt-SM 1972 till 80-talets friidrottare i landslaget Maria och Helena Fernström, Annika Sjölèn och Eva Karblom, simhopparen Annie Liljeberg (OS-deltagare 1980) och dagens ryska världsstjärna i orientering, Tanja Rjabkina.
Den sistnämnda ledde Hellas damlag till seger i Tiomila 2007. Här har för övrigt herrlaget vunnit vid två tillfällen; 1945 och 1952.

## Handboll
Handbollssektionen är den som kanske gjort föreningen mest känd. Klubben har erövrat sju SM-titlar i handboll för herrar: 1936, 1937, 1969, 1970, 1971, 1972 och 1977.

## Friidrott
Hellas friidrott var under 80-talet mycket framgårngsrik. 1989 vann Peter Oldin JEM i längdhopp då han slog L-O Hööks rekord med 7,92. 1987 blev Maria Fernström EM-femma på 200m, 1989 kom Helena Fernström tvåa på JVM på 100m häck och 1988 vann Henrik Wistam 400m häck på skol-VM. Hellas damlag på 4x100m satte 1990 svenskt och nordiskt rekord med 45,41 som än idag (2009) gäller. 1989 gjorde klubbens 18-årsjuniorer samma sak med 41,76. Detta plus en mängd SM och SM-medaljer innebar en storhetstid för Hellas friidrott.
Friidrottarna har tagit ett antal SM-guld genom Lena Udd (sedermera Aruhn) åren 2001-02 och har de senaste åren fått medaljer i hinder (Lena Örn), tresteg (Anna Nilsson Göransdotter) och Erik Eriksson samt i höjdhopp där Mehdi Al Khatib även 2008 blev trea efter suveräna Stefan Holm och Linus Thörnblad.

## Vattenpolo
På senare år har Hellas vattenpolo vunnit SM tre gånger på herrsidan.

## Orientering
SoIK Hellas har vunnit 10-mila-kaveln två gånger och damkaveln en gång. 

## Stödföreningar
SoIK Hellas har två fristående aktiva stödföreningar. Det är Hellas supporterklubb som genom insamlingskampanjer stöttar olika satsningar i föreningen och det är Sällskapet Gamla Hellener, GH. Den sistnämnda bildades 1922 som en trivselförening för före detta idrottsaktiva som ville fortsätta att umgås. Numera förvaltar GH även ett antal fonder och en stiftelse (Farbrors Minne) varur man varje år delar ut stipendier till ledare och aktiva.
Till klubbens hundraårsjubileum 1999 utkom boken "Hellas, Idrottshistoria under ett sekel". Det var en utvecklad version av "Boken om Hellas" som utkom 20 år tidigare. Författarna Jan Falk, Kjell Löfberg och Sverker Tirén är medlemmar i Hellas sedan ungdomsåren och arbetar som journalister.